# Signo de Musset

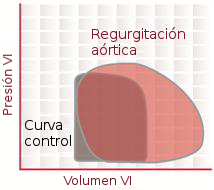
Imagen que muestra el gran incremento en el volumen del ventriculo izquierdo (eje horizontal) en casos de regurgitación aórtica, en rojo hacia la derecha de la figura.

El signo de Musset es un signo clínico caracterizado por pequeñas inclinaciones o subidas y bajadas rítmicas de la cabeza en sincronía con el latido del corazón. Por lo general, se debe al resultado de insuficiencia aórtica en la cual la sangre de la aorta regurgita de manera violenta al ventrículo izquierdo debido a un defecto avanzado en la válvula aórtica. El inevitable asintiendo con la cabeza de esta manera es indicación que el pulso sistólico está siendo trasmitido hacia las arterias del cuello del paciente debido a la presión de pulso grandemente aumentada como resultado de la insuficiencia aórtica. El signo recibió su epóniomo del poeta francés Alfred de Musset.

## Historia
El signo de Musset fue descrito por Armand Delpeuch, médico de París quien diagnosticó y describió el signo en el célebre poeta francés Alfred de Musset, quien sufriera de una aortitis sifilítica en tiempos en que esta enfermedad estaba de moda y era considerada una ilusión masculina de "conquistador" o de "machismo" sexual. El signo consiste en una pequeña subida y bajada de la cabeza de manera rítmica y fue observada en Musset por su hermano Paul quien describió el fenómeno en la biografía que escribiera de su hermano Alfred. Tanto Paul como su madre notaron el ritmo cuando el poeta se sentaba a desayunar con ellos en 1842, quince años antes de que este falleciera. Debido al clásico signo presente en el poeta, era común que en los salones de París de fines del siglo pasado, los varones solían imitar a Musset y su baile aórtico. Estos eran tiempos en que, conforme lo describió el experto en infecciones de transmisión sexual francés Jean-Alfred Fournierː la sífilis era símbolo de civilización.

## Patogenia
En casos de insuficiencia aórtica avanzada, como en casos de endocarditis de Libman-Sacks en personas con lupus eritematoso sistémico (LES), la sangre que sale del ventrículo izquierdo hacia la aorta retorna anormalmente por la misma válvula aórtica que le permitió su salida del corazón. Ese retorno de sangre aumenta considerablemente el volumen diastólico del ventrículo izquierdo y como consecuencia aumentaría la fracción de eyección en el subsiguiente paso del ciclo cardíaco. Finalmente, el ventrículo izquierdo se contrae y vuelve a enviar sangre hacia la aorta. En vista de la impresionante sobrecarga de sangre que sale del ventrículo, las carótidas reciben un mayor pulso sanguíneo que hace golpe sobre las estructuras anatómicas del cuello produciendo el subir y bajar rítmico característico del signo de Musset. La sobrecarga de sangre saliendo del ventrículo izquierdo causa presiones de pulso mayores de 100 mmHg con base a una disminución de la presión diastólica a valores menores de 60 mmHg. El examen físico en un paciente con signo de Musset puede también revelar otros elementos presentes en la enfermedad valvular aórtica, incluyendo el Signo de Duroziez y el Pulso de Corrigan.